# Karrueche Tranová
Karrueche Tranová (nepřechýleně Tran; * 17. května 1988, Los Angeles, Kalifornie, USA) je americká herečka a modelka afroasijského původu a o dvojnásobnou držitelku prestižní ceny Daytime Emmy.

## Životopis
Narodila se ve městě Los Angeles jako dcera Afroameričana a Vietnamky. První roli získala v hororovém filmu Zátoka (anglicky The Bay), kde ztvárnila Vivian Johnson a působila od roku 2013 do 2016. Věnuje se spíše hraní v seriálech a je známa především z komediálního seriálu Drápy (anglicky Claws), který jí přinesl celosvětovou popularitu. Hraje zde úlohu Virginii Loc.

## Soukromý život
Tran je křesťankou. Její první velkou láskou byl zpěvák Chris Brown. V současné době tvoří úspěšný pár s Victorem Cruzem, který je hráčem v lize amerického fotbalu. Ve svém volném čase ráda čte a mezi její oblíbené autory patří Eckhart Tolle, zejména jeho bestseller Moc přítomného okamžiku (The Power of Now). Má ráda divadlo, obzvlášť Broadway theatre, čerpá z něho inspiraci jako herečka.